# 航空保安大学校
航空保安大学校（こうくうほあんだいがっこう、英語: Aeronautical Safety College）は、国土交通省の設置する省庁大学校。航空管制官等の航空保安職員の教育訓練を目的に設置されている同省の文教研修施設である。大阪府泉佐野市に本校、宮城県岩沼市に岩沼研修センターを置く。略称は航保大（こうほだい）、空保大（くうほだい）、ASC（エーエスシー）。

## 概要
1959年に開設された航空職員訓練所を前身とし、航空保安職員の教育訓練をおこなう。設置の根拠条文は国土交通省組織令第192条。高卒程度の航空保安大学校学生採用試験によって採用される航空情報科（航空管制運航情報官および航空管制通信官を養成）・航空電子科（航空管制技術官を養成）と、大卒程度の航空管制官採用試験によって採用される航空管制官基礎研修課程の研修を主として行っている。いずれの採用試験も、人事院が実施する国家公務員専門職試験である。これらの他にも、現役航空保安職員の研修施設としても使用される。
かつて本校は東京都大田区羽田空港に設置されていたが、校舎・学生寮等の老朽化が進んだことに加え、学校用地が東京国際空港の拡張整備に伴う再整理地区となっていたことから、2008年4月に関西国際空港の対岸であるりんくうタウンに移転した（これにより、160人前後存在した大田区羽田空港の人口がゼロとなった）。これに伴い研修環境も大幅に改善された。

## 受験資格
航空管制官の養成は大卒程度の専修科と高卒程度の本科航空管制科で行われていたが、本科航空管制科は2008年度を最後に募集を終了し、2009年度をもって廃止された。そのため、2009年度以降航空管制官となるには、航空管制官採用試験（大卒程度）に合格し基礎研修課程を修了する進路のみとなった。

## 学生生活

### 設置課程

#### 本校
- 本科（航空保安大学校学生採用試験により採用）
  - 航空情報科
  - 航空電子科
- 基礎研修課程
  - 航空管制官（航空管制官採用試験により採用）
  - 航空管制運航情報職員
  - 航空管制技術職員
  - システム専門官
- 特別研修課程

#### 岩沼研修センター
- 管制科
- システム科
- 運用科
- 無線科
- 特別研修室

### 本校
運動場、庭球場、体育館および14階建ての学生寮を併設している。本科は全寮制となっているほか、航空管制官基礎研修課程の研修生も任意で入寮することができる。
また、航空保安業務に対する理解・関心の向上や航空保安職員志望者数の拡大を目的としたオープンキャンパスが年2回実施されており、研修施設や寮などを見学することが可能である。科の垣根を越えて交流を深めるため体育大会や体育交流も実施されている。

### 岩沼研修センター
宮城県岩沼市に位置する岩沼研修センターでは、既に現場に配属されている航空保安職員に対して、高度な知識・技能を習得させるための研修を実施している。
隣接する仙台空港は、東北地方としては比較的天候がよく、広大な敷地を有しており、仙台空港内に各種無線訓練施設を設置して現場機関と同じように実験電波を発射可能である。校舎4棟、レーダー局舎、NAV局舎、食堂、研修生寮4棟、車庫・倉庫等からなる。

## 身分

### 学生の身分
学生・研修生は全員、国家公務員採用試験に合格し採用された国家公務員の身分であり、一般行政職に準じた給与と諸手当が支給される。本科の修業年限は2年間、航空管制官基礎研修課程の研修期間は8か月間である。修了後は国土交通省（航空局・地方航空局）の航空保安職員として、日本各地の空港や航空交通管制部などの航空官署に配属され、それぞれの配属先や岩沼研修センター等でさらに研鑽を重ねてスペシャリストの道を歩むことになる。

### 学校の区分
当校は国土交通省の施設等機関（文教研修施設）としての「大学校」であり、学校教育法上の「大学」ではなく、専門士授与の要件を満たす専修学校にもあたらない。そのため、当校を修了しても学位や称号の取得はできない。また、大学改革支援・学位授与機構には、2年制省庁大学校修了者に短期大学士や準学士を認定する制度もない。ただし、当校を修了した本科学生は、人事院規則の俸給規定上「短大2卒」として扱われる。

## 年譜
- 1959年 - 主に航空管制官の研修を目的として航空職員訓練所を東京国際空港内に開設。
- 1965年 - 運輸省航空局技術部に航空保安職員訓練センターを設置。
- 1967年 - 航空保安職員訓練センターを航空保安職員研修所に改称し、運輸省の付属機関となる。
- 1969年 - 専修科及び本科（航空管制科2年制、航空通信科1年制、航空電子科1年制）の研修を新庁舎で開始。
- 1970年 - 航空電子科を2年制とする。
- 1971年 - 航空通信科を2年制とする。航空保安職員研修所を航空保安大学校に改める。
- 1974年 - 航空保安大学校岩沼分校を設置。
- 1986年 - 航空通信科を航空情報科に改める。
- 1997年 - 研修調整官を設置。
- 1998年 - 航空管制科・航空情報科・航空電子科に科長を配置。
- 2002年 - 航空保安大学校岩沼分校を航空保安大学校岩沼研修センターに改める。
- 2008年 - 本校を大阪府泉佐野市りんくう往来南に移転。特別研修科を設置。
- 2009年 - 本科航空管制科を募集停止。
- 2010年 - 本科航空管制科が閉科。専修科の呼称を航空管制官基礎研修課程に改める。
- 2013年 - 国際民間航空機関（ICAO）からトレインエアー・プラス・プログラムの正会員として認証される。
- 2016年 - 航空管制官基礎研修課程後期生から研修期間を8か月に変更（前期生は1年）。

## 所在地・アクセス

### 本校
〒598-0047 大阪府泉佐野市りんくう往来南3-11
- JR関西空港線・南海電鉄空港線 りんくうタウン駅下車、徒歩4分
- 阪神高速4号湾岸線泉佐野南出入口・関西空港自動車道泉佐野インターチェンジより車で5分

### 岩沼研修センター
〒989-2421 宮城県岩沼市下野郷字北長沼4
- JR東北本線・常磐線 館腰駅より車で10分
- 仙台空港より車で10分